# 分別 (仏教)
分別（ふんべつ、梵: vikalpa）とは、仏教において、心、心所が対象に対してはたらきかけ、それを思い計ることをいう。サンスクリット語のviśeṣa（特殊）、pariccheda（判別）、nirdeśana（開示）、vibhāga（分析）なども分別と訳される。

## 概要
凡夫の分別は、主観と事物との主客相対の上に成り立ち、対象を区別し分析するから、事実のありのままの姿の認識ではなく、主観によって組み立てられた差別相対の認識に過ぎないため、妄分別（もうふんべつ）である。それによって得られる智慧である分別智（ふんべつち）も一面的な智慧でしかない。それに対し、主客の対立を超えた真理を見る智慧を無分別智（むふんべつち）という。俗には無分別は「思慮の足りないこと」の意義で用いられるが、仏教では本来と反対の用法である。

## 自性分別、計度分別、随念分別
分別には、
- 自性分別（じしょうふんべつ、知覚作用に相当する[3]。自性とは物それ自体の独自の本性のこと）
- 計度分別（けたくふんべつ、対象について分別心をもって区別をたて推量する心のはたらき[4]。計度とは推理忖度する心のはたらきのこと[1]。なお、説一切有部の『阿毘達磨大毘婆沙論』においては、計度分別は禅定に入っていない意識と相応する有分別なものであるため、無分別である五識の後に生起すると説かれている[5]）
- 随念分別（ずいねんふんべつ、過去のことを心に明記する記憶作用[4]があり、随念とは過去を追想し思い出す心のはたらきのこと[1]。なお、『阿毘達磨大毘婆沙論』においては推度分別[6]）

があり、分別の支分とされる。
説一切有部の『阿毘達磨倶舎論』によれば、自性分別は五位七十五法のうち心所法、不定法のひとつである尋（じん）、および伺（し）であると定義されている。三科、十八界のうちの五識（眼識、耳識、鼻識、舌識、身識の5つ）には自性分別、即ち尋、伺はあるが、計度分別および随念分別にはないため、五識を無分別（むふんべつ）と呼ぶ（なお、説一切有部で五識が無分別であるとの記述があるのは、『阿毘達磨大毘婆沙論』が最初である。また、南伝上座部では、五識は尋、伺を持たないと説いている））。
つまり、五識による認識は、自性分別という極めて微弱な分別の働きを有し、それゆえに「分別がない」と理解されている。このような阿毘達磨倶舎論の自性分別は、陳那(ディグナーガ)、清弁(バーヴィヴェーカ)によって、直接知覚(五識)による分別として理解された。なお、意識（上述の五識に意識を加えて六識という。）は、自性分別、計度分別、随念分別の3分別すべてを有しているので有分別（うふんべつ）という（なお、『阿毘達磨大毘婆沙論』においては、禅定に入っていない意識は無分別であり、入っているものは有分別としている）。

## その他の仏教における用法
- 上座部仏教の『パーリ仏典』において、出家修行者が守る戒律に関する説明を述べた領域のことを経分別(きょうふんべつ)という。詳細は「経分別」を参照。
- ブッダゴーサの『清浄道論』などにある、上座部仏教の止（サマタ）における四十業処とよばれる導入的な40種類の瞑想対象のうち、地、水、火、風の4つのことを四界分別(しかいふんべつ)という。詳細は「業処#内容」を参照。
- 龍樹が定式化した、「肯定」、「否定」、「肯定かつ否定」、「肯定でも否定でもない」の4つのことを四句分別という。詳細は「インド論理学#四句分別（チャトゥシュコーティ）」を参照。
- 経論等を分類選別して、整然たる説明を下すことを分別といい、諸門分別、分別廣説、分別解説ともいう[11]。
- 虚妄なるもの、つまり所取（捉えられるもの。客観。）と能取（捉えるもの。主観。）の二取を分別すること、また、その分別のことを、虚妄分別(こもうふんべつ)という[12]。